# Ишня (сельское поселение)
Сельское поселение И́шня — муниципальное образование в Ростовском районе Ярославской области Российской Федерации.
Административный центр — рабочий посёлок Ишня. На территории поселения находятся 57 населённых пунктов — 1 посёлок городского типа, 16 сёл и 40 деревень.

## История
Поселение было образовано в результате объединения поселка Ишня и трех сельских территорий — Савинской, Шугорской и Шурскольской. Статус и границы сельского поселения установлены Законом Ярославской области от 21 декабря 2004 года № 65-з «О наименованиях, границах и статусе муниципальных образований Ярославской области».
На момент 2008 года средняя обеспеченность жилым фондом в сельском поселении Ишня составляла 15 м² на 1 человека.
Теплоснабжение сельского поселения Ишня осуществляется от 4 котельных, общей мощностью 32,81 Гкал/ч.

## Население
Население сельского поселения Ишня составляет 11.7 % от населения Ростовского района.
| 2007  | 2010  | 2011  | 2012  | 2013  | 2014  | 2015  |
| ----- | ----- | ----- | ----- | ----- | ----- | ----- |
| 8163  | ↘7303 | ↘7285 | ↗7291 | ↗7298 | ↘7245 | ↗7247 |
| 2016  | 2017  | 2018  | 2019  | 2020  | 2021  |       |
| ↘7200 | ↘7111 | ↘7052 | ↘6939 | ↘6838 | ↗6928 |       |

## Экономика
На территории поселения расположены следующие предприятия и организации:
- Ростовский завод керамических изделий (РЗКИ) (п.г.т. Ишня) — производство кирпичей[16].
- Ростовский сталепрокатный завод «Сварка» (с. Пужбол) — производство сварочной проволоки с доставкой по всей России[17].
- Центрстройсвет (ЦСВТ) (п.г.т. Ишня) — производство и реализация светодиодных светильников и систем подвесных потолков[18].
- Ростовагропромсервис (РАПС) (п.г.т. Ишня) — производство сельскохозяйственной техники, в основном косилок, а также их обслуживание[19].
- ООО «Красный маяк» (с. Шурскол, с. Марково) — выращивание и реализация овощей, зерновых и картофеля, молочное животноводство, растениеводство.
- МСП «Киргизстан» (сейчас в аренде у «Красного маяка» (с. Шурскол) — выращивание и реализация овощей, зерновых и картофеля, молочное животноводство, растениеводство. С конца 2018 года сельскохозяйственные поля и здания предприятия переданы в аренду ООО «Красный маяк»[20].
- Ростплит (с. Шурскол) — производство конструкционных систем (блоки фундаментные и стеновые, перемычки), вентиляционных систем (вентиляционные блоки и зонты), фасадных систем (фасадная и декоративная плитка, офактуривание строительных материалов) и благоустройство (тротуарная плитка, бордюры, отливы)[21].
- ЗАО Мичуринец (д. Судино) — разведение молочного крупного рогатого скота, производство сырого молока[22].
- Фермерские хозяйства в с. Пужбол, Алевайцино и рядом с ур. Поклоны.
- Областной радиотелевизионный передающий центр РТРС (рядом с с. Шурскол) — радио- и телевизионная вышка, передающая цифровой сигнал каналов как первого (основного), так и второго мультиплексов цифрового телевидения России[23].
- Управляющая компания «Тест-А» (п.г.т. Ишня) — жилищно-коммунальное обслуживание домов на территории сельского поселения[24].

В селе Шурскол действует с 2008 г. современная газовая автоматизированная котельная мощностью 6,75 Гкал/час, обеспечивающая теплом всё село.
Сфера обслуживания представлена множеством магазинов, школами, детскими садами, амбулаториями, фельдшерско-акушерскими пунктами, парикмахерскими, автосервисами, автомойками, банкетными залами (кафе), отделениями почты, банка.

## Состав сельского поселения
| №  | Населённый пункт  | Тип населённого пункта                  | Население |
| -- | ----------------- | --------------------------------------- | --------- |
| 1  | Алевайцино        | село                                    | ↘7        |
| 2  | Алёшково          | село                                    | ↘6        |
| 3  | Анциферово        | деревня                                 | →0        |
| 4  | Бабки             | деревня                                 | ↗26       |
| 5  | Бахматово         | деревня                                 | ↘3        |
| 6  | Богослов          | село                                    | ↘7        |
| 7  | Большая Шугорь    | село                                    | ↘104      |
| 8  | Бородино          | деревня                                 | ↗17       |
| 9  | Василёво          | деревня                                 | ↘140      |
| 10 | Власьково         | деревня                                 | ↗1        |
| 11 | Горбынино         | деревня                                 | ↗3        |
| 12 | Григорьково       | деревня                                 | ↘17       |
| 13 | Дарцово           | деревня                                 | ↘32       |
| 14 | Демьяны           | село                                    | ↘4        |
| 15 | Дубник            | деревня                                 | ↘29       |
| 16 | Дуброво           | деревня                                 | ↘8        |
| 17 | Дунилово          | деревня                                 | ↘6        |
| 18 | Жоглово           | деревня                                 | ↘94       |
| 19 | Зверинец          | село                                    | ↘5        |
| 20 | Ивакино           | село                                    | ↗8        |
| 21 | Ивановское        | деревня                                 | ↘0        |
| 22 | Ивашево           | деревня                                 | ↘1        |
| 23 | Ишня              | рабочий посёлок, административный центр | ↘2733     |
| 24 | Казарка           | деревня                                 | ↘0        |
| 25 | Кустерь           | деревня                                 | ↘6        |
| 26 | Ломы              | деревня                                 | ↗1        |
| 27 | Львы              | село                                    | ↘68       |
| 28 | Максимовицы       | деревня                                 | ↘4        |
| 29 | Малая Шугорь      | село                                    | ↗31       |
| 30 | Марково           | село                                    | ↘380      |
| 31 | Мятежево          | деревня                                 | ↗22       |
| 32 | Низово            | деревня                                 | ↘0        |
| 33 | Никово            | деревня                                 | ↗13       |
| 34 | Осиновицы         | деревня                                 | ↘10       |
| 35 | Пашино            | деревня                                 | ↘2        |
| 36 | Перевозново       | деревня                                 | ↘3        |
| 37 | Песочное          | село                                    | ↘26       |
| 38 | Подберезье        | деревня                                 | ↘12       |
| 39 | Поддыбье          | деревня                                 | ↘75       |
| 40 | Поклоны           | село                                    | ↗2        |
| 41 | Пужбол            | село                                    | ↘95       |
| 42 | Рельцы            | деревня                                 | →1        |
| 43 | Савинское         | село                                    | ↘41       |
| 44 | Сажино            | деревня                                 | →0        |
| 45 | Сидорково         | деревня                                 | ↘1        |
| 46 | Согило            | деревня                                 | ↘6        |
| 47 | Солонино          | деревня                                 | ↗2        |
| 48 | Спирцово          | деревня                                 | ↘0        |
| 49 | Строганово        | деревня                                 | ↘0        |
| 50 | Судино            | деревня                                 | ↘550      |
| 51 | Уваиха            | деревня                                 | ↘0        |
| 52 | Хонятино          | деревня                                 | ↗27       |
| 53 | Черемошник        | деревня                                 | →0        |
| 54 | Чупрониха         | деревня                                 | ↗7        |
| 55 | Шулец             | село                                    | →45       |
| 56 | Шурскол           | село                                    | ↘2123     |
| 57 | Юрьевская Слобода | деревня                                 | ↗105      |

## Местное самоуправление

### Глава сельского поселения Ишня
Главами сельского поселения были:
- Савельев Николай Сергеевич[25][26][27] (с 2009 г. по 2023 гг) — родился 20 февраля 1953 г. в д. Ломы Шурскольского сельсовета. В 1980 году окончил Киевскую высшую школу МВД СССР им. Ф. Э. Дзержинского по специальности правоведение, квалификация — юрист. 32 года служил в органах внутренних дел России, имеет звание полковник милиции. До избрания на должность Главы сельского поселения Ишня был принят на муниципальную службу и назначен на должность главы Шугорской, а затем Ишненской территориальных администраций Администрации Ростовского муниципального района[28].
- Ложкин Андрей Владимирович (с 2023 г.[29] — н.в.) — родился 13.02.1987 года в селе Марково Ростовского района Ярославской области. Окончил Ярославский педагогический университет им. К. Д. Ушинского. До избрания в должность работал в должности директора муниципального учреждения «Транспортно-хозяйственная служба Администрации сельского поселения Ишня», а также старшим торговым представителем ООО «МолВест», молокозавода рядом с c. Шурскол и д. Дубник. На протяжении трех созывов являлся депутатом Муниципального Совета сельского поселения Ишня до 10 сентября 2023 г. За особые заслуги в развитии местного самоуправления в Ярославской области награждён Почетной грамотой Ярославской областной Думы в 2022 году[30].

### Совет депутатов сельского поселения Ишня
Муниципальный Совет сельского поселения Ишня являлся представительным органом сельского поселения Ишня, состоящим из депутатов, избираемых на муниципальных выборах. Как правило муниципальный совет состоял из 10 человек. Он действовал с момента образования сельского поселения Ишня в 2004 г. до 10 апреля 2025 г., когда было проведено последнее заседание совета 5 созыва. С 11 апреля 2025 г. муниципальный совет сельского поселения Ишня упразднен из-за передачи осуществления части полномочий по решению вопросов местного значения сельского поселения Ишня Ростовскому муниципальному району.

#### 2 созыв
| Состав депутатов муниципального совета сельского поселения Ишня 2 созыва | Состав депутатов муниципального совета сельского поселения Ишня 2 созыва | Состав депутатов муниципального совета сельского поселения Ишня 2 созыва |
| ФИО депутата                                                             | Дата рождения                                                            | Информация о депутате |
| ------------------------------------------------------------------------ | ------------------------------------------------------------------------ | --- |
| Полонников Игорь Викторович                                              | 28.08.1974                                                               | Председатель совета, директор ООО «Мега». Образование высшее, член партии «Единая Россия» |
| Боков Михаил Алексеевич                                                  | 09.10.1951                                                               | Пенсионер. Образование высшее |
| Громова Галина Серафимовна                                               | 13.07.1960                                                               | Директор МУ Ишненский сельский Дом культуры |
| Ложкин Андрей Владимирович                                               | 13.02.1987                                                               | Начальник отдела продаж сельскохозяйственного предприятия «Красный маяк». Образование высшее педагогическое (Ярославский педагогический университет им. К. Д. Ушинского). Житель с. Марково (Ростовский район)             |
| Митрофанова Анна Павловна                                                | 03.03.1977                                                               | Заместитель директора МУ КЦСОН «Радуга». Образование высшее |
| Мялкина Елена Юльевна                                                    | 08.03.1967                                                               | Заместитель директора по воспитательной работе МОУ Ишненская СОШ, учитель информатики. Два высших образования — Рыбинский авиационно-технологический институт и Ярославский педагогический университет им. К. Д. Ушинского |
| Овчаров Александр Николаевич                                             | 17.04.1956                                                               | Директор МСП «Киргизстан» |
| Плохова Юлия Сергеевна                                                   | 09.02.1985                                                               | Юрисконсульт МУЗ Ростовская ЦРБ. Образование высшее |
| Тимофеева Вера Геннадьевна                                               | 22.09.1962                                                               | Директор МОУ Судинская СОШ. Образование высшее |

#### 3 созыв
| Состав депутатов муниципального совета сельского поселения Ишня 3 созыва (полномочия до сентября 2018 г.) | Состав депутатов муниципального совета сельского поселения Ишня 3 созыва (полномочия до сентября 2018 г.) | Состав депутатов муниципального совета сельского поселения Ишня 3 созыва (полномочия до сентября 2018 г.) |
| ФИО депутата                                                                                              | Дата рождения                                                                                             | Информация о депутате |
| --- | --- | --- |
| Ложкин Андрей Владимирович                                                                                | 13.02.1987                                                                                                | Председатель совета, старший торговый представитель ООО «МолВест» (молокозавод рядом с Шурсколом). Образование высшее педагогическое (Ярославский педагогический университет им. К. Д. Ушинского). Житель с. Марково (Ростовский район) |
| Гуров Сергей Владимирович                                                                                 | 25.01.1978                                                                                                | Заместитель председателя совета, электромонтер ОАО «МРСК-Центра» |
| Базанов Александр Александрович                                                                           | 09.10.1973                                                                                                | Техник-лаборант ООО «Строительно-монтажный поезд» |
| Безруков Василий Алексеевич                                                                               | 11.02.1954                                                                                                | Директор полного товарищества Безруков и Ко фирма «Термосервис» |
| Боцман Ирина Викторовна                                                                                   | 24.08.1966                                                                                                | Председатель ТСЖ «Наш дом», жительница с. Шурскол |
| Громова Галина Серафимовна                                                                                | 13.07.1960                                                                                                | Директор МУ Ишненский сельский Дом культуры |
| Курочкина Татьяна Николаевна                                                                              | 26.02.1966                                                                                                | Преподаватель Ростовского колледжа отраслевых технологий . Образование высшее психологическое (Московский социально-гуманитарный институт                                                                                               |
| Меликсетян Вадим Эдвардович                                                                               | 09.05.1979                                                                                                | Генеральный директор ООО «УК ТЕСТ-А» (работает на территории сельского поселения Ишня). Образование высшее (Московский государственный строительный университет, 2001 г.). Житель с. Шурскол                                            |
| Мялкина Елена Юльевна                                                                                     | 08.03.1967                                                                                                | Заместитель директора по воспитательной работе МОУ Ишненская СОШ, учитель информатики. Два высших образования — Рыбинский авиационно-технологический институт и Ярославский педагогический университет им. К. Д. Ушинского              |
| Финогеев Василий Павлович                                                                                 | 17.11.1975                                                                                                | Генеральный директор сельскохозяйственного предприятия «Красный маяк». Образование высшее (Ульяновский сельскохозяйственный институт). Житель с. Марково (Ростовский р-н)                                                               |

#### 4 созыв (до 10 сентября 2023 г.)
| Состав депутатов муниципального совета сельского поселения Ишня 4 созыва | Состав депутатов муниципального совета сельского поселения Ишня 4 созыва | Состав депутатов муниципального совета сельского поселения Ишня 4 созыва  | Состав депутатов муниципального совета сельского поселения Ишня 4 созыва |
| ФИО депутата                                                             | Дата рождения                                                            | Позиция                                                                   | Информация о депутате |
| ------------------------------------------------------------------------ | ------------------------------------------------------------------------ | ------------------------------------------------------------------------- | --- |
| Ложкин Андрей Владимирович                                               | 13.02.1987                                                               | Председатель муниципального совета                                        | Старший торговый представитель ООО «МолВест» (молокозавод рядом с c. Шурскол и д. Дубник). Образование высшее педагогическое (ЯГПУ им. К. Д. Ушинского). Житель с. Марково (Ростовский район)                              |
| Меликсетян Вадим Эдвардович                                              | 09.05.1979                                                               | Зам. председателя муниципального совета, депутат Ростовской районной думы | Генеральный директор ООО «УК ТЕСТ-А» (работает на территории сельского поселения Ишня). Образование высшее (Московский государственный строительный университет, 2001 г.). Житель с. Шурскол                               |
| Боков Михаил Алексеевич                                                  | 09.10.1951                                                               | Председатель комиссии по перспективному развитию территории поселения     | Помощник депутата Ярославской областной Думы шестого созыва (Кузнецовой Е. Д.). Образование высшее (Костромской сельскохозяйственный институт, 1985 г.)                                                                    |
| Ботова Альбина Рустэмовна                                                | 06.04.1976                                                               |                                                                           | Художественный руководитель МАУ РМР «Районный центр культуры и народного творчества» «Ишненский СДК». Образование высшее (Московский психолого-социальный институт, 2008 г.)                                               |
| Бредихина Любовь Анатольевна                                             | 20.12.1962                                                               |                                                                           | Старший воспитатель МУ Детский сад № 23 (с. Шурскол). Образование высшее (ЯГПУ им. К. Д. Ушинского, 2010 г.) |
| Горская Татьяна Валентиновна                                             | 21.04.1974                                                               | Председатель комиссии по местному самоуправлению и законности             | Социальный работник МУ КЦСОН «Радуга». Образование — Ростов-Ярославский сельскохозяйственный техникум, 2013 г. |
| Козлова Юлия Романовна                                                   | 23.04.1988                                                               |                                                                           | Воспитатель МУ Детский сад № 23 (с. Шурскол). Образование — Ростовский педагогический колледж, 2016 |
| Манаков Александр Евгеньевич                                             | 16.05.1991                                                               | Председатель комиссии по экономической политике и бюджету                 | Учитель физической культуры МУ «Школа им. Евгения Родионова» |
| Мялкина Елена Юльевна                                                    | 08.03.1967                                                               |                                                                           | Заместитель директора по воспитательной работе МОУ Ишненская СОШ, учитель информатики. Два высших образования — Рыбинский авиационно-технологический институт и Ярославский педагогический университет им. К. Д. Ушинского |
| Финогеев Василий Павлович                                                | 17.11.1975                                                               | Депутат Ростовской районной думы                                          | Генеральный директор сельскохозяйственного предприятия «Красный маяк». Образование высшее (Ульяновский сельскохозяйственный институт). Житель с. Марково (Ростовский район)                                                |

#### 5 созыв (последний, с 10 сентября 2023 по 10 апреля 2025 г.)
| Состав депутатов муниципального совета сельского поселения Ишня 5 созыва (действующий) | Состав депутатов муниципального совета сельского поселения Ишня 5 созыва (действующий) | Состав депутатов муниципального совета сельского поселения Ишня 5 созыва (действующий) | Состав депутатов муниципального совета сельского поселения Ишня 5 созыва (действующий) |
| ФИО депутата                                                                           | Дата рождения                                                                          | Позиция                                                                                | Информация о депутате |
| -------------------------------------------------------------------------------------- | -------------------------------------------------------------------------------------- | -------------------------------------------------------------------------------------- | --- |
| Лукьянов Александр Викторович                                                          | 17.07.1981                                                                             | Председатель муниципального совета                                                     | Житель р.п. Ишня, директор ООО «Термосервис» |
| Бегишева Ильгизя Айратовна                                                             | 11.01.1979                                                                             |                                                                                        | Повар МУ Детский сад № 23 с. Шурскол |
| Бредихина Любовь Анатольевна                                                           | 20.12.1962                                                                             |                                                                                        | Старший воспитатель МУ Детский сад № 23 (с. Шурскол). Образование высшее (ЯГПУ им. К. Д. Ушинского, 2010 г.) |
| Галочкина Лилия Александровна                                                          | 10.06.1978                                                                             |                                                                                        | Жительница р.п. Ишня, бывший сотрудник социально-реабилитационного центра для несовершеннолетних «Росинка», спортивный активист.                                                                                           |
| Кравченко Евгения Анатольевна                                                          | 30.05.1981                                                                             |                                                                                        | Жительница с. Шурскол |
| Малявина Галина Сергеевна                                                              | 25.09.1986                                                                             |                                                                                        | |
| Манаков Александр Евгеньевич                                                           | 16.05.1991                                                                             |                                                                                        | Учитель физической культуры МУ «Школа им. Евгения Родионова» |
| Мялкина Елена Юльевна                                                                  | 08.03.1967                                                                             |                                                                                        | Заместитель директора по воспитательной работе МОУ Ишненская СОШ, учитель информатики. Два высших образования — Рыбинский авиационно-технологический институт и Ярославский педагогический университет им. К. Д. Ушинского |
| Султанова Светлана Геннадьевна                                                         | 28.07.1973                                                                             |                                                                                        | |
| Финогеев Василий Павлович                                                              | 17.11.1975                                                                             | Депутат Ростовской районной думы                                                       | Генеральный директор сельскохозяйственного предприятия «Красный маяк». Образование высшее (Ульяновский сельскохозяйственный институт). Житель с. Марково (Ростовский район)                                                |